# 이주인 시즈카
이주인 시즈카（일본어: 伊集院 静, 1950년 2월 9일 ~ 2023년 11월 24일)은 일본의 작가이다. 본명은 조충래.

## 약력
야마구치현에서 재일한국인2세로 태어났다. 릿쿄대학출신으로 소설가, 수필가, 작사가로 활동 중이다. 둘째 부인은 백혈병으로 요절한 일본의 여배우 나츠메 마사코이다. 자니스 및 나카모리 아키나 등 여러 가수들의 곡을 작사했다.

## 대표작
- 1981: 부르는 달
- 1992: 받아들이는 달 (나오키상 수상작)
- 1994: 기관차선생
- 2002: 데구르르
- 2010: 아버지와 외삼촌
- 2011: 선잠선생님
- 2011: 진짜 어른이 되는 법